# Oscar Forel
 (décembre 2015).
Si vous disposez d'ouvrages ou d'articles de référence ou si vous connaissez des sites web de qualité traitant du thème abordé ici, merci de compléter l'article en donnant les références utiles à sa vérifiabilité et en les liant à la section « Notes et références ».
Pour les articles homonymes, voir Forel.
Oscar Louis Forel (20 septembre 1891 à Zurich - 7 novembre 1982 à Saint-Prex) est un psychiatre et photographe suisse.

## Biographie
Oscar Louis Forel est le fils du psychiatre Auguste Forel et le père du docteur Armand Forel, politicien communiste. Disciple de Freud, il aurait été le premier à diagnostiquer la schizophrénie de Zelda Sayre Fitzgerald au début des années 1930.
La famille quitta en 1898 la Suisse alémanique pour s'établir à Chigny-sur-Morges. Dès cette époque, Oscar Forel découvrit la nature et s'acheta son premier appareil photographique, devenant le photographe attitré de la famille. Après des études au collège de Morges, duquel il fut retiré par son père, il les poursuivit à Steckborn, au château de Glarisegg, en Allemagne, puis au collège de Soleure. En juillet 1910, il perdit son frère Édouard, drame que son père vécut très mal. Dans le but d'échapper à l'emprise paternelle, Oscar Forel partit à la découverte des Balkans à bicyclette, revolver en poche.

### Travail en psychiatrie
Il débuta des études de médecine, en octobre 1912 à l'université de Lausanne. Il y fit la connaissance de Léocadie, qu'il épousa le 13 septembre 1913 et qui donna naissance à Inez, en 1914, Miette, en 1918 et Armand en 1920. Après la Première Guerre mondiale, en 1919, Oscar Forel opta pour la psychiatrie et entra à la clinique psychiatrique de l'université de Berne où il travailla avec Walter Morgenthaler et auquel il succéda. En 1924, il quitta Berne pour la Côte d'Azur et la famille s'installa à Antibes où il débuta la rédaction de son livre sur la psychologie des névroses. À la demande du mari d'une malade, il put se rendre à Vienne et rencontrer Sigmund Freud.
À son retour en Suisse, il prit la direction de La Métairie, une clinique privée située près de Nyon qu'il réforma entièrement et, en 1929, il fonda et prit la direction de la clinique Les Rives de Prangins. Il connut alors un certain succès en traitant des patients par électrochocs. Après le décès de son père survenu en 1931, il voyagea et se rendit d'abord aux États-Unis puis en Allemagne, en 1936. Ses nombreux voyages à l'étranger et son important réseau de connaissances en Europe conduisirent Oscar Forel à collaborer avec la Résistance française et le colonel Roger Masson, chef du service de renseignements suisse durant la guerre. Une fois la guerre terminée, la clinique retrouva ses activités journalières et son prestige s'accrut encore.
En 1946, Oscar Foral prend sa retraite et vend sa clinique au psychiatre français Dr Charles Durand. Oscar Forel se retira dans son manoir de Saint-Prex. Ayant conservé intact son amour de la nature, il découvrit avec enthousiasme le monde des moisissures, des mousses et des lichens et créa ainsi ce qu'il nomma des « synchromies ». Il fit la connaissance grâce à elles de Jean Rostand qui l’encouragea dans ses recherches.

## Livres
Ouvrages de photographies consacrées à des écorces d'arbres prises tout autour du monde :
- Synchromies : secrets des écorces, Lausanne, 1961, 99 p., 80 photographies
- Synchromies : images abstraites de la Nature. Préface de Jean Rostand, 2e éd., Saint-Prex, 1967, 200 p.
- Secrets des Écorces. Synchromies. Préface de Jean Rostand, Lausanne, 1972, 125 p.

Autres ouvrages :
- « Psychologie de l'insécurité : peur, panique et politique », In Revue suisse de psychologie, 1-3, 1942, p. 66-197.
- Le ressentiment : problème de rééducation, [S.l.] : [s.n.], 1948, 32 p.
- L'accord des sexes :  biologie, psychologie, orientation, Paris, 1953, 284 p.
- Récifs, 5e éd. (1re éd., Neuchâtel, 1964), Saint-Prex, 1983, 121 p.
- Aphorismes, Lausanne, 1975, 132 p.
- Pensées égrenées, Neuchâtel, 1979, 130 p.
- La mémoire du chêne, autobiographie, Lausanne, 1980, 198 p.
- Frédéric-César Laharpe, 1754-1838 : précepteur du tsar Alexandre Ier, antagoniste de Napoléon, libérateur du Pays de Vaud, bâtisseur de la Suisse actuelle. Arthur Böhtlingk ; adaptation française du Dr Oscar Forel ; préf. de J.-Ch. Biaudet, Neuchâtel, 1969, 426 p.

## Filmographie
- Oscar Forel, psychiatre, Association Films Plans-Fixes (no 1018), 24 mai 1980, env. 50 min [voir en ligne] - interlocuteur Jean Mayerat